# Lars Hedström (1919–2004)
Lars Erik Hedström, född 2 november 1919 i Eksjö, död 30 november 2004 i Linköping, var en svensk diplomat och jurist.

## Biografi
Hedström var son till tjänstemannen Eric Hedström och Emilia Ericsson. Han tog studentexamen i Eksjö 1938, juristexamen i Uppsala 1944 och gjorde sin tingstjänstgöring i Norrköping 1945–1947 innan han blev attaché vid Utrikesdepartementet (UD) 1947. Han tjänstgjorde i London och Köpenhamn och var därefter konsul i San Francisco 1957. Hedström var tillförordnad byråchef vid UD 1961, biträdande chef för UD:s rättsavdelning och hade utrikesråds ställning 1963. Han var sändebud i Tunis och Tripoli 1967–1972, Addis Abeba 1972–1975, jämväl Aden och Tananarive 1973–1975, Bukarest 1976–1979, Canberra, Port Moresby och Honiara 1979–1985 samt Port Vila 1982–1985.
Han gifte sig 1944 med Christina Lindgren (1921–1985), dotter till direktören Oscar Lindgren och Anna Lindskog.

## Utmärkelser
- Kommendör av Nordstjärneorden, 1 december 1973.[3]

- Riddare av Nordstjärneorden (RNO)[1]
- Riddare av Danska Dannebrogorden (RDDO)[1]